# ديفيد واتسون (مؤرخ)
ديفيد واتسون (بالإنجليزية: David Watson) هو بروفيسور ومؤرخ بريطاني، ولد في 22 مارس 1949 في Broxbourne ‏ في المملكة المتحدة، وتوفي في 8 فبراير 2015.